# Фторид галлия
Фторид галлия — бинарное неорганическое соединение, соль металла галлия и плавиковой кислоты с формулой GaF3, бесцветные гигроскопичные  кристаллы, с водой образует кристаллогидрат.

## Получение
- Действием разбавленной плавиковой кислоты на галлий, его оксид или гидроксид:

{\displaystyle {\mathsf {2Ga+6HF\ {\xrightarrow {}}\ 2GaF_{3}+3H_{2}}}}
{\displaystyle {\mathsf {Ga_{2}O_{3}+6HF\ {\xrightarrow {}}\ 2GaF_{3}+3H_{2}O}}}
{\displaystyle {\mathsf {2Ga(OH)_{3}+6HF\ \xrightarrow {} \ 2GaF_{3}+6H_{2}O}}}
- Непосредственное взаимодействие элементов:

{\displaystyle {\mathsf {2Ga+3F_{2}\ {\xrightarrow {}}\ 2GaF_{3}}}}

## Физические свойства
Фторид галлия — бесцветные кристаллы.
Образует кристаллогидрат GaF3•3H2O, который плавится при ~140°С в собственной кристаллизационной воде.

## Химические свойства
- Кристаллогидрат при нагревании разлагается:

{\displaystyle {\mathsf {GaF_{3}\cdot 3H_{2}O\ {\xrightarrow {T}}\ GaF_{2}(OH)+HF+2H_{2}O}}}
- Безводный фторид галлия при нагревании на воздухе окисляется:

{\displaystyle {\mathsf {GaF_{3}\ {\xrightarrow {O_{2}}}\ GaOF\ {\xrightarrow {O_{2}}}\ Ga_{2}O_{3}}}}
- Реагирует с разбавленными щелочами:

{\displaystyle {\mathsf {GaF_{3}+3NaOH\ {\xrightarrow {}}\ Ga(OH)_{3}\downarrow +3NaF}}}
- и концентрированными:

{\displaystyle {\mathsf {GaF_{3}+4NaOH\ {\xrightarrow {}}\ Na[Ga(OH)_{4}]+3NaF}}}